# 1901 en Espagne
Chronologie de l'Espagne
- 1897
- 1898
- 1899
- 1900
- 1901
- 1902
- 1903
- 1904
- 1905

Cet article présente les faits marquants de l'année 1901 en Espagne.

## Décès

### Février
- 17 février : Carles Casagemas, peintre espagnol (° 1881).

### Novembre
- 27 novembre : Antonio Gisbert, peintre espagnol (° 19 décembre 1834).